# Dornstetten
Dornstetten ist eine Stadt mit 8210 Einwohnern (31. Dezember 2023) im Landkreis Freudenstadt in Baden-Württemberg. Sie gehört zur Region Nordschwarzwald und zum Regierungsbezirk Karlsruhe. Dornstetten liegt rund sieben Kilometer östlich der Kreisstadt Freudenstadt.

## Geographie

### Geographische Lage
Dornstetten liegt im nördlichen Schwarzwald. Der Ort liegt auf einer Höhe von 600 bis 715 m ü. NN. Im Stadtteil Aach entsteht die Glatt als Zusammenfluss der Quellbäche Ettenbach, Stockerbach und Kübelbach. 1164 Hektar (48 Prozent) der Gemarkungsfläche sind bewaldet.

### Stadtgliederung

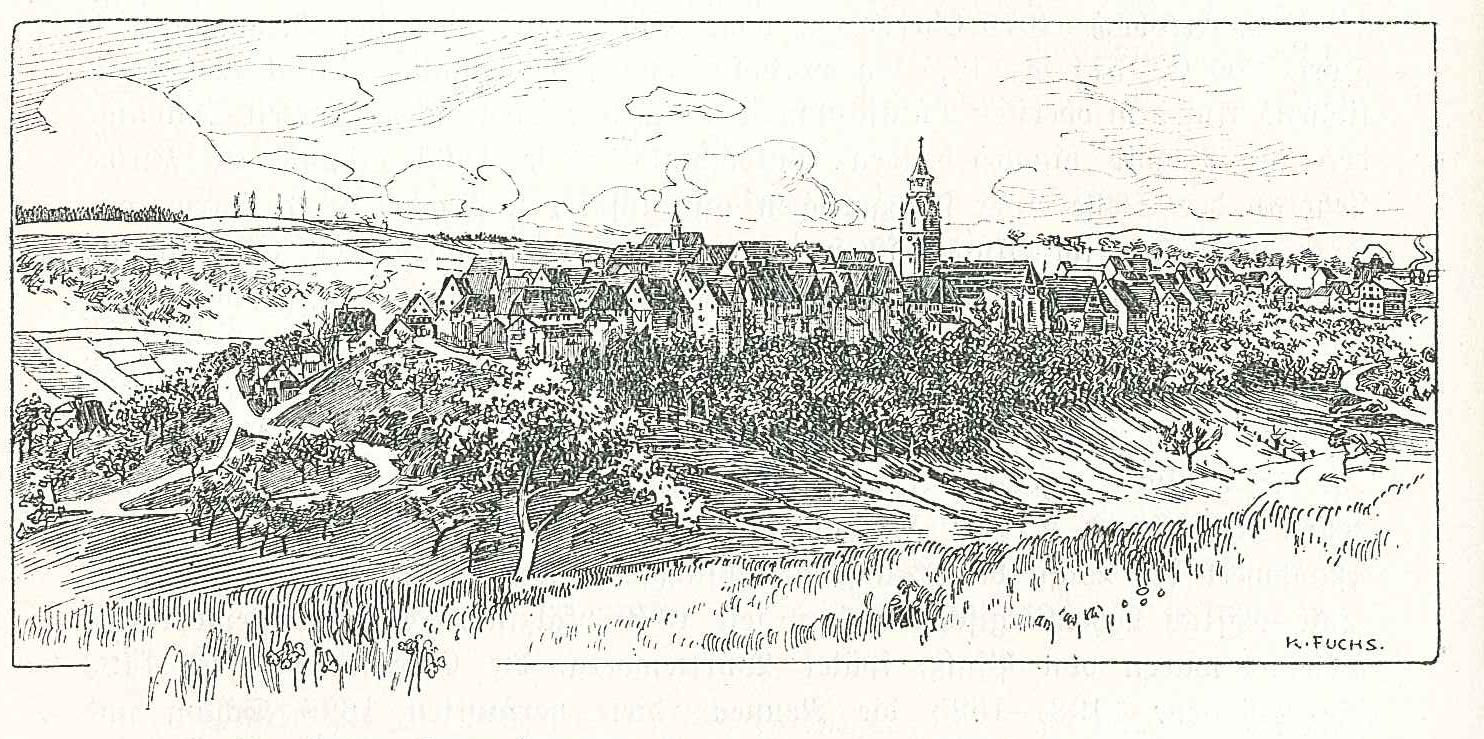
Dornstetten, Abbildung aus dem Buch „Das Königreich Württemberg“ (1905)

Die Stadt Dornstetten besteht aus der früheren Stadt Dornstetten und den ehemaligen Gemeinden Aach und Hallwangen. Zur ehemaligen Gemeinde Aach gehören das Dorf Aach, das Gehöft Benzinger Hof und die Häuser Glattal. Zur früheren Stadt Dornstetten gehören die Stadt Dornstetten und das Gehöft Lattenberg (die eine Hälfte, der andere Teil des Lattenberg mit zwei Anwesen gehört zur Gemeinde Glatten). Zur ehemaligen Gemeinde Hallwangen gehört das Dorf Hallwangen.
Im Gebiet der früheren Stadt Dornstetten liegen die Wüstungen Brennenweiler, Bühlerhof und Diffenthal oder Niedertall.

### Schutzgebiete
Im Süden des Stadtgebiets liegt das Naturschutzgebiet Benzinger Berg. Daneben befinden sich auf der Stadtfläche das Landschaftsschutzgebiet Silberberg sowie Teile der Landschaftsschutzgebiete Springbrunnen-Ettenbachtal, Stockenbachtal  und Oberes Glattal.
Daneben hat Dornstetten Anteil am FFH-Gebiet Freudenstädter Heckengäu und liegt im Naturpark Schwarzwald Mitte/Nord.

## Geschichte

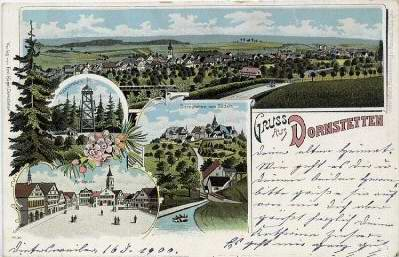
Dornstetten um 1900

### Bis zum 19. Jahrhundert
Die erste urkundliche Erwähnung Dornstettens erfolgte bereits im Jahre 767 im Lorscher Codex, zu dieser Zeit existierte auf dem heutigen Gemeindegebiet das Dornstetter Waldgeding. Zwischen 1267 und 1276 wurde der Ort zur Stadt erhoben. Dornstetten gehörte damals den Grafen von Urach-Fürstenberg. Über die Grafen von Hohenberg kam die Stadt 1320 an Württemberg. Für das Jahr 1461 wird erstmals eine Schule in der Stadt erwähnt. Ab 1500 lag die Stadt im Gebiet des Schwäbischen Reichskreises. 1755 wurde Dornstetten Sitz des gleichnamigen Oberamts, das 1807 im Zuge der Umsetzung der neuen Verwaltungsgliederung im Königreich Württemberg aufgelöst und in das Oberamt Freudenstadt eingegliedert wurde. Bei der Kreisreform während der Zeit des Nationalsozialismus in Württemberg gelangte die Stadt 1938 zum Landkreis Freudenstadt. Nach dem Zweiten Weltkrieg fiel Dornstetten in die Französische Besatzungszone und kam somit 1947 zum neu gegründeten Land Württemberg-Hohenzollern, welches 1952 im Land Baden-Württemberg aufging.

### Gemeindefusion
Am 1. Januar 1975 vereinigte sich Dornstetten mit Aach und Hallwangen zur neuen Stadt Dornstetten.

### Religionen
Seit der Reformation ist Dornstetten evangelisch geprägt. In Dornstetten gibt es eine römisch-katholische Kirche – die römisch-katholische Einwohnerschaft wird jedoch von der Kirchengemeinde Freudenstadt betreut. Daneben gibt es eine neuapostolische und eine evangelisch-methodistische Gemeinde in der Stadt.

## Politik

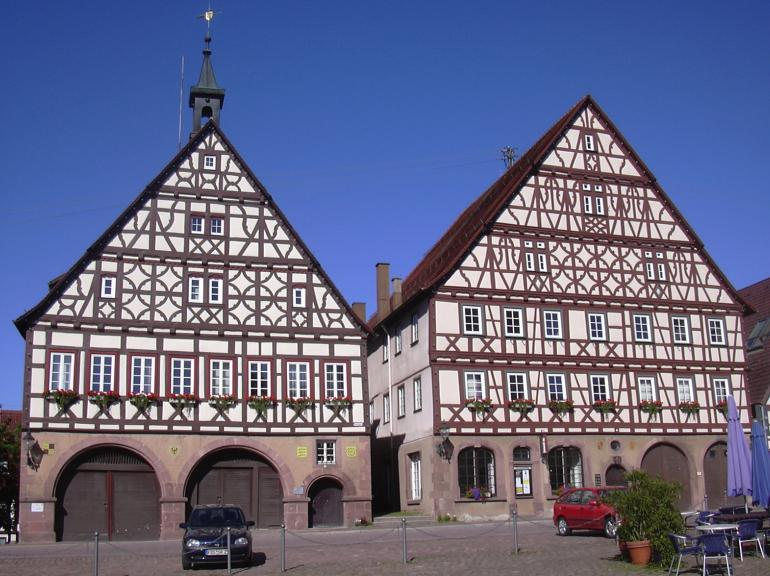
Rathaus und Gasthaus Ochsen in Dornstetten

### Gemeinderat
Nach der Kommunalwahl vom 9. Juni 2024 ergab sich folgende Sitzverteilung:
| Partei/Liste       | 2024   | 2024   | 2019   | 2019   |
| Partei/Liste       | Anteil | Sitze  | Anteil | Sitze  |
| ------------------ | ------ | ------ | ------ | ------ |
| Freie Wähler/CDU   | 51,4 % | 9      | 47,3 % | 9      |
| Freie Bürger       | 15,0 % | 3      | 34,0 % | 6      |
| SPD                | 8,6 %  | 2      | 18,8 % | 3      |
| AfD                | 13,9 % | 2      | --     | --     |
| offene Grüne Liste | 11,0 % | 2      | --     | --     |
| Wahlbeteiligung    | 58,3 % | 58,3 % | 53,0 % | 53,0 % |

### Bürgermeister
Im März 2012 wurde Bernhard Haas (parteilos) im zweiten Wahlgang mit 51,1 Prozent der Stimmen zum neuen Bürgermeister von Dornstetten gewählt. Amtsinhaber Dieter Flik erhielt 3,2 Prozent.

### Wappen
| Wappen der Stadt Dornstetten | Blasonierung: „In Gold (Gelb) unter einer liegenden schwarzen Hirschstange ein schwarzer Dornstrauch.“ |
| Wappen der Stadt Dornstetten | Wappenbegründung: Die Stadt wurde neben der älteren dörflichen Siedlung von den Grafen von Urach-Fürstenberg Mitte des 13. Jahrhunderts gegründet. 1320 kam sie an Württemberg. Die frühen Stadtsiegel zeigten das Wappen des jeweiligen Landesherrn: den fürstenbergischen Adler im Wolkenbord (ältester Abdruck 1283) und die württembergischen Hirschstangen (Abdruck 1352), wobei im letzteren Siegel der Wappenschild von Dornzweigen umgeben ist, die auf den Ortsnamen anspielen. Seit Mitte des 15. Jahrhunderts bildeten drei gekreuzte Dornzweige das Stadtwappen, ab Ende des 16. Jahrhunderts auch der Dornstrauch, der sich schließlich durchsetzte. Die Hirschstange aus dem württembergischen Wappen erscheint ab 1593 im Schildhaupt. Die Tingierung entspricht den württembergischen Farben. Nach der Vereinigung Dornstettens mit Aach und Hallwangen am 1. Januar 1975, wurde der Stadt das Wappen zusammen mit der Flagge vom Landratsamt Freudenstadt am 30. Dezember 1976 neu verliehen. |

Wappen der ehemals eigenständigen Gemeinden und heutigen Ortsteile

Aach
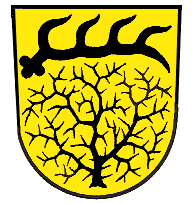
Dornstetten (alt)
Hallwangen

### Partnerschaft
Dornstetten unterhält partnerschaftliche Beziehungen zu Scey-sur-Saône-et-Saint-Albin in der Region Bourgogne-Franche-Comté in Frankreich.

## Wirtschaft und Infrastruktur

### Wirtschaft
Im Jahr 2022 erzielte Dornstetten Einnahmen aus der Gewerbesteuer in Höhe von 8,68 Millionen Euro. Mit einem Gewerbesteuerhebesatz von 355 % liegt die Stadt unter dem durchschnittlichen Gewerbesteuerhebesatz Deutschlands. Dieser beträgt 407 % (Stand: 2023).

### Verkehr
Dornstetten besitzt eine Station an der Bahnstrecke Eutingen im Gäu–Schiltach, sowie seit 2018 einen weiteren Haltepunkt im Ortsteil Aach. An beiden Haltepunkten halten jeweils im Zweistundentakt Züge der Regional-Express-Linie RE 14b Freudenstadt–Stuttgart sowie der Linie S 8/S 81 Bondorf (bei Herrenberg)–Karlsruhe Tullastraße der Stadtbahn Karlsruhe. Die Stadt liegt auf dem Gebiet der Verkehrs-Gemeinschaft Landkreis Freudenstadt.
Der überörtliche Straßenverkehr erfolgt über die Bundesstraße 28, die als Umgehungsstraße außerhalb der Bebauung verläuft. 
Dornstetten liegt an der Deutschen Fachwerkstraße und der Deutschen Alleenstraße.
Durch Alltagsrouten aus dem Radnetz Baden-Württemberg ist Dornstetten 
- über Schopfloch mit Horb, über dessen Stadtteile Grünmettstetten und Altheim,
- hinter Altheim abzweigend mit Nagold und
- über den Stadtteil Aach mit Freudenstadt verbunden.

### Bildungseinrichtungen
Neben dem Gymnasium, das mit dem Schuljahr 2006/07 vom Progymnasium in drei Stufen zum Vollgymnasium ausgebaut wurde, und der Realschule gibt es auch eine Werkrealschule, welche mit der Realschule in einem Gebäude ist, und drei Grundschulen (in jedem Ortsteil eine). Die Außenstelle Dornstetten der Dreifürstensteinschule (Körperbehindertenschule der Stiftung KBF) und die Eichenäcker-Schule, eine Förderschule für Schüler mit geistiger Behinderung, runden das Schulangebot ab. Hinzu kommen noch sieben Kindergärten.

## Kultur und Sehenswürdigkeiten

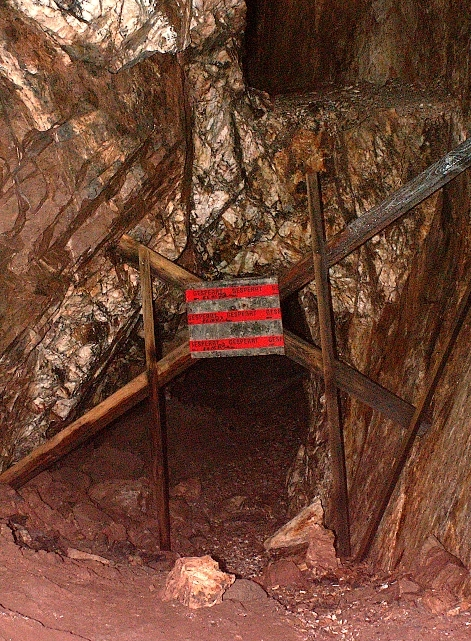
Im Besucherbergwerk „Himmlisch Heer“ im Stadtteil Hallwangen

### Museen
Neben dem Puppen- und Spielzeugmuseum im „Kaufhaus Hegel“ beherbergt Dornstetten auch ein Heimatmuseum. Über drei Etagen gibt die Ausstellung Einblicke in die Stadtgeschichte der einstigen Oberamtsstadt und in der Leben der Bürger in früherer Zeit. Außerdem ist hier ebenfalls die städtische Kunstsammlung zu finden, die auf einer Stiftung der 2017 verstorbenen Dornstetter Künstlerin Eleonore Kötter beruht.
Im Stadtteil Hallwangen kann das historische Silber-, Kupfer- und Schwerspatbergwerk „Himmlisch Heer“ besichtigt werden.

### Gebäude
Sehenswert ist die Altstadt mit ihren vielen Fachwerkhäusern und Gassen. Dornstetten liegt an der Südroute der Deutschen Fachwerkstraße (Mosbach–Haslach im Kinzigtal), die an weiteren Sehenswürdigkeiten vorbeiführt.
Zudem gibt es den Aussichtsturm Königskanzel.

### Freizeiteinrichtungen
Weiter besteht ein Barfußpark im Ortsteil Hallwangen. Auf diesem 2,4 Kilometer langen Rundweg mit vielen Erlebnis-, Kneipp- und Spielstationen werden Naturerlebnisse geboten, aber auch das Barfußlaufen gezielt als Naturheilmittel gegen Venenleiden eingesetzt.

## Söhne und Töchter der Stadt
- Jacob Beurlin (um 1520–1561), evangelischer Theologe und Reformator
- Johann Jakob Schertlin (1784–1855), württembergischer Oberamtmann
- Heinrich Schäff (d. i. Hermann Zerweck) (1862–1937), Schriftsteller, Maler
- Fritz Kläger (1914–2007), Motorradrennfahrer und -konstrukteur
- Erich Bochinger (1928–2016), evangelischer Theologe
- Cornelia Horz (* 1957), Juristin, Präsidentin des Oberlandesgerichts Stuttgart
- Wolfram Graf (* 1965), Komponist, Pianist und Organist